# هاورد هسمن
هاورد هسمن (انگلیسی: Howard Hesseman؛ زادهٔ ۲۷ فوریهٔ ۱۹۴۰ – درگذشتهٔ ۲۹ ژانویهٔ ۲۰۲۲) یک هنرپیشه اهل ایالات متحده آمریکا بود. وی بین سال‌های ۱۹۶۸ تا ۲۰۱۸ میلادی مشغول فعالیت بود.
از فیلم‌ها یا برنامه‌های تلویزیونی که وی در آن نقش داشت، می‌توان به دانشکده پلیس ۲، زنان آمازون در ماه، کودک مریخی، جو وحشی، بن‌بست، زندان جکسون کانتی، سکوت قلب و پرواز مسیریاب اشاره کرد.